# Gabriella Cangini
Gabriella Cangini ist eine italienische Dokumentarfilmerin.
Cangini drehte zwischen 1968 und 1970 drei Dokumentarfilme im Stile Gualtiero Jacopettis für die Kinoleinwände. 1973 folgte mit Io credo ein vierter und letzter.

## Filme
- 1968: Che mondo… porca miseria!
- 1970: Riti segreti (auch Drehbuch und Kommentar)
- 1970: Vietnam verità[2]
- 1973: Io credo